# Colorado Football Association
La Colorado Football Association fu una conference sportiva di college football nata nel 1890 e terminata nel 1908, di cui facevano parte scuole dello stato del Colorado.

## Membri
Di seguito i membri della conference, l'elenco potrebbe essere incompleto:
- Colorado School of Mines (1890-1908)
- Colorado (1893-1908)
- Colorado State (1893-1908)
- Utah (1902-1908)
- Utah State (1902-1908)
- Wyoming (1905-1908)
- Colorado College (?-?)
- University of Denver (?-1908)

## Stagioni e vincitore
|          |                          | Record       | Record      |                 |
| Stagione | Campione                 | Record Conf. | Record Ovr. | Head coach      |
| -------- | ------------------------ | ------------ | ----------- | --------------- |
| 1890     | Colorado School of Mines | (incompleto) | 6-0         |                 |
| 1891     | Colorado School of Mines | (incompleto) | 5-1-1       |                 |
| 1892     | Colorado School of Mines | (incompleto) | 3-1         |                 |
| 1893     | Colorado School of Mines | (incompleto) | 5-1         |                 |
| 1894     | Colorado                 | 6-0          | 8-1         | Harry Heller    |
| 1895     | Colorado                 | 3-0          | 5-1         | Fred G. Folsom  |
| 1896     | Colorado                 | 2-0          | 5-0         | Fred G. Folsom  |
| 1897     | Colorado                 | 2-0          | 7-1         | Fred G. Folsom  |
| 1898     | Colorado School of Mines | (incompleto) | 9-0         | Coach Beadle    |
| 1899     | Colorado College         | (incompleto) | 9–1         |                 |
| 1900     | Colorado College         | 3-0          | 9–1         |                 |
| 1901     | Colorado                 | 2-0          | 5-2-1       | Fred G. Folsom  |
| 1902     | Colorado                 | 3-0          | 5-1         | Fred G. Folsom  |
| 1903     | Colorado                 | 6-0          | 8-2         | Dave Cropp      |
| 1904     | Colorado School of Mines | 3-0-1        | 5-0-1       | Coach Ellsworth |
| 1905     | Colorado School of Mines | 4-0-1        | 7-0-0       | Coach Ellsworth |
| 1906     | Colorado School of Mines | 2-0-2        | 3-0-2       | Coach Ellsworth |
| 1907     | Colorado School of Mines | 5-1-0        | 5-1-0       | Coach Ellsworth |
| 1908     | University of Denver     | 5-0          | 5-0         |                 |